# Kráľová nad Váhom
Kráľová nad Váhom (allemand : Waagkönigsdorf ) est un village de Slovaquie situé dans la région de Nitra.

## Histoire
Première mention écrite du village en 1113.

## Démographie

### Évolution de la population
| Année:               | 1994. | 2004.   | 2014.   | 2024.   |
| -------------------- | ----- | ------- | ------- | ------- |
| Nombre de personnes: | 1498  | 1574    | 1724    | 1857    |
| Différence:          |       | +5,07 % | +9,52 % | +7,71 % |

| Année:               | 2023. | 2024.   |
| -------------------- | ----- | ------- |
| Nombre de personnes: | 1863  | 1857    |
| Différence:          |       | -0,32 % |

Selon le recensement de 2011, la municipalité est constituée de 1 691 habitants. 1 149 de ceux-ci se déclarent d'origine hongroise, 485 d'origine slovaque, tandis que 55 habitants possèdent une autre origine ou ne l'ont pas mentionnée.